# جاكوب ماير (لاعب كرة قدم)
جاكوب توماس ماير (بالإنجليزية: Jakob Mayer)‏، (مواليد 06 نوفمبر 2001) هو لاعب كرة قدم ألماني يلعب كحارس مرمى لنادي بايرن ميونخ الثاني.